# Cladonia homosekikaica
Cladonia homosekikaica är en lavart som beskrevs av Nuno. Cladonia homosekikaica ingår i släktet Cladonia och familjen Cladoniaceae.   Inga underarter finns listade i Catalogue of Life.